# Helena Swanwick
Helena Swanwick, nata Sickert, (Monaco di Baviera, 1864 – 16 novembre 1939) è stata una pacifista inglese. È ricordata principalmente per aver attivamente partecipato al movimento femminista.

## Biografia
Helena Sickert era figlia del pittore di origine danese Oswald Sickert e di Eleanor Louisa Henry, e sorella del famoso pittore Walter Sickert. Nel 1868 si trasferì in Inghilterra con la famiglia, prima a Bedford, poi a Notting Hill dove diventò amica di William Morris, Johnston Forbes-Robertson e Edward Burne-Jones. Il suo interesse nei confronti delle idee femministe crebbe con la lettura di La servitù delle donne (1869) di John Stuart Mill che la portò a ribellarsi ai suoi genitori che non le avevano riservato la stessa educazione dei fratelli:
La madre riteneva, infatti, che il matrimonio e la dipendenza dal marito fossero la sola vita accettabile per una donna. Sposò un docente universitario dell'Università di Manchester, Frederick Swanwick, nel 1888. Divenne docente di psicologia presso un college di Londra, e con Evelyn Sharp fu la pioniera del giornalismo femminile del The Guardian, collaborandovi come giornalista al quotidiano dai primi anni del 900 fino al 1939.  Si occupò solo raramente di articoli che riguardavano il tema del voto alle donne, ritenendo che l'argomento fosse già trattato sufficientemente dagli altri giornali.
Nel 1905 aderì alla North of England Suffrage Society, affiliata alla National Union of Women's Suffrage Societies, e conobbe in seguito Emmeline Pankhurst e Christabel Pankhurst che furono alla guida del movimento delle Suffragette. Fu molto critica nei confronti della loro organizzazione, la Women's Social and Political Union (WSPU), perché non condivideva l'autoritarismo delle sue leader e la scelta dei metodi violenti. Dal 1909 al 1912 diresse la rivista The Common Cause, settimanale della National Union of Women's Suffrage Societies. Rimase nell'esecutivo del NUWSS fino al 1915. Credendo nei valori del pacifismo, si dimise dall'incarico, a causa della tiepida posizione assunta dall'organizzazione nei confronti della guerra. Fu membro del Partito Laburista.
Allo scoppio della prima guerra mondiale, iniziò una campagna a favore dei negoziati di pace. Durante gli anni della Prima guerra mondiale la sua visione pacifista e femminista si rafforzò e nel 1915 e 1916 vennero pubblicati due suoi opuscoli Le donne e la guerra e Le conseguenze della guerra sulle donne. In queste opere la Swanwick ribadì la connessione tra la pace e la partecipazione politica delle donne.
Dal 1914 fu attiva nell'Union of Democratic Control per cui scrisse numerosi articoli di politica. In particolare, criticò l'esclusione della Russia e delle potenze sconfitte dalla comunità internazionale. Oggetto della sua critica fu anche il ricorso all'intervento militare: secondo lei, la Società delle Nazioni avrebbe dovuto impegnarsi di più per raggiungere un accordo nelle trattative, prodigarsi per la riconciliazione e introdurre una diversa disposizione d'animo generale.
Nell'aprile del 1915, Aletta Jacobs, una suffragista olandese, invitò tutti membri del movimento suffragista a partecipare al Congresso Internazionale delle Donne all'Aja, per protestare contro la prima guerra mondiale, suggerire dei metodi per fermarla e prevenire lo scoppio di future guerre. Le organizzatrici del congresso vedevano una connessione tra i loro sacrifici per il raggiungimento del suffragio universale e la lotta per la pace. A partire da questa conferenza, le partecipanti crearono la Women's International League for Peace and Freedom. Helena fu bandita dal governo per aver preso parte alla conferenza, ma presto aderì all'organizzazione e divenne la presidente della sezione britannica. La Women's international League for Peace and Freedom è un'organizzazione non governativa presente in tutto il mondo, ma particolarmente forte in Gran Bretagna e Stati Uniti, che incoraggiò e supportò le partecipanti nel loro lavoro nel campo delle relazioni internazionali. La WILPF era una comunità di attiviste e scrittrici, legate dal femminismo come idea centrale su cui basare tutte le discussioni in ambito internazionale.
Dal 1925 al 1928 assunse la direzione del periodico Foreign Affairs e conobbe Winifred Holtby e Vera Brittain. Sia da suffragista che da internazionalista subì molte critiche e anche violenze fisiche. Negli anni del conflitto, viaggiò a lungo per raggiungere villaggi sperduti e centri industriali per convincere i lavoratori a richiedere la cessazione delle ostilità. Si espose così alle violenze di gruppi sciovinisti, come i Cacciatori di Unni, che spesso facevano irruzione durante le sue conferenze pubbliche e la accusavano di essere una mercenaria tedesca. Dopo la guerra Helena mantenne le sue visioni internazionaliste, opponendosi alle condizioni punitive del Trattato di Versailles (1919) e prestando servizio come delegato del Regno Unito alla Società delle Nazioni.
Visse gli ultimi anni della sua vita con grande angoscia per l'imminente scoppio di un'altra guerra che secondo lei avrebbe portato al "collasso della civiltà".
Negli anni 30 del '900 cadde in una grave depressione a causa della sua salute precaria e dall'espansione del Fascismo in Europa e della morte del marito nel 1934. Dopo lo scoppio della seconda guerra mondiale, si suicidò con un'overdose di Barbital nel novembre del 1939. La sua autobiografia I have been young dà uno straordinario resoconto sia della campagna per il suffragio delle donne, sia della campagna anti militarista nella prima guerra mondiale, assieme a una discussione filosofica della non violenza. Helena Swanwick è stata nominata dall'Ordine dei Compagni d'Onore negli Onori del Nuovo Anno del 1931.

## Opere
- The Future of the Women's Movement (1913)
- Builders of Peace, Being Ten Years History of the Union of Democratic Control (1924)
- Labour's foreign policy : what has been and what might be (1929)
- I Have Been Young, autobiography[9], (1935).
- The Roots of Peace: A Sequel to Collective Insecurity, Being an Essay on Some of the Uses, Condition (1938)
- The small town garden (1907)
- The War and its effects upon Women (1916)